# Yoo Yeon-jung
Yoo Yeon-jung (Hangul: 유연정, Hanja: 俞延靜, Hán Việt: Du Duyên Tĩnh; sinh ngày 3 tháng 8 năm 1999), thường được biết đến với nghệ danh Yeonjung, là một ca sĩ người Hàn Quốc. Cô được biết đến thông qua chương trình thực tế sống còn Produce 101 của Mnet. Cô đứng thứ 11 đứng chung cuộc trong chương trình và ra mắt với tư cách là thành viên, giọng ca chính của nhóm nhạc I.O.I, nhóm nhạc dự án hoạt động trong vòng một năm. Cô là người đạt Top1 chương trình V-1 của đài TvN. Ngoài ra cô còn là một cựu thực tập sinh của SM Entertainment. Yeonjung cũng là thành viên mới của nhóm nhạc nữ Cosmic Girls thuộc công ty chủ quản của cô Starship Entertainment. Cô từng theo học tại Hanlim Multi Art School

## Sự nghiệp

### Produce 101
Khi còn là thí sinh của Produce 101, Yeonjung gây ấn tượng với các thí sinh khác và các huấn luyện viên bởi khả năng hát và thanh nhạc tốt. Các huấn luyện viên đánh giá cao về giọng hát của Yeonjung. Yeonjung có thể nhảy và hát tốt, nên các huấn luyện viên thường hay nói cô là Hyorin thứ hai của Starship Entertainment.
Khi các thực tập sinh bầu chọn "thành viên hát tốt nhất" Yeonjung được nhiều phiếu bầu nhất và đứng thứ 1, vượt mặt nhiều các thực tập sinh khác như thành viên cùng nhóm lúc bấy giờ đang là thực tập sinh Kim Sejeong - người có giọng hát truyền cảm mang đầy cảm xúc và thực tập sinh Kim Yuna - người có giọng hát mạnh mẽ và nội lực.

### Ra mắt với I.O.I
Yeonjung đứng vị trí thứ 11 chung cuộc trong chương trình Produce 101 và được ra mắt với nhóm nhạc nữ I.O.I. Cô đảm nhận vai trò hát chính trong nhóm. Yeonjung chính thức ra mắt với I.O.I cùng ca khúc "Dream Girls"

### Ra mắt với Cosmic Girls
Tháng 8 năm 2016, Yeonjung cho biết cô sẽ không tham gia vào nhóm nhỏ của I.O.I. Thay vào đó, cô sẽ được thêm vào nhóm nhạc nữ mới cùng công ty Starship Entertainment, Cosmic Girls. Cô là main vocal của nhóm.

## Truyền hình

### Chương trình truyền hình tế
| Năm  | Tên                  | Kênh truyền hình | Vai trò  | Chú thích        |
| ---- | -------------------- | ---------------- | -------- | ---------------- |
| 2016 | Produce 101          | Mnet             | Thí sinh | Cùng với I.O.I   |
| 2016 | Stand By I.O.I       | Mnet             | —        | Cùng với I.O.I   |
| 2016 | Would you like girls | Mnet             |          | Tập 8 (Với WJSN) |

Chương trình truyền hình
| Năm  | Tên                        | Kênh truyền hình | Chú thích |
| ---- | -------------------------- | ---------------- | --------- |
| 2016 | Two Yoo Project — Sugarman | JTBC             | Tập 28    |
| 2016 | 아는 형님 (Knowing Bros)   | JTBC             | Tập 23    |
| 2016 | Battle Trip                | KBS2             | Tập 4     |